# Gruppo SK
Il Gruppo SK è una società sudcoreana. Precedentemente era chiamata Sunkyung Group, dal 1997 SK Group.

## Società nel Gruppo SK
- SK Corporation
- SK Telecom
- SK Tellink
- SK Networks
- SK Construction
- SK Communication
- SK Hynix